# براغيدة
براغيدة قرية سوريّة تتبع إداريّاً لمحافظة حلب منطقة أعزاز ناحية صوران، بلغ تعداد سكانها 995 نسمة حسب التعداد السكاني لعام 2004.
يعود أصول سكان هذه القرية إلى أحد بطون قيس بن عيلان العربية .
يتحدث سكان هذه القرية اللغة التركية بالإضافة للعربية لقربهم من الحدود التركية حيث تبعد القرية عن الحدود التركية مسافة خمسة كيلو مترات تقريباً.
الأنشطة الخدمية : تنحصر الخدمات العامة بمجلس بلدية القرية الذي يقوم بتوفير كل ما من شأنه إيصال الخدمة المدنية إلى كل السكان في القرى التي تتبعها و منها حوار كلس، و حرجلة، و قره كوبري.
توجد في القرية مجموعة من الشبكات منها شبكة مياه الشرب و أخرى للصرف بالإضافة إلى شبكات الهاتف و الكهرباء.
تأتي أهمية القرية لتوسطها بين قرى عديدة ما يجعلها ملتقى شبكة للطرق و المواصلات .
الأنشطة الاقتصادية: تتجلى في الزراعة و تربية المواشي سيما وأن موقع القرية على امتداد منطقة الاستقرار العاشرة يعطيها أهمية زراعية لخصوبة تربتها و توفر المياه العذبة.
الأنشطة الثقافية: تقتصر على وجود مدارس لمرحلة التعليم الأساسي.